# Ако погледът можеше да убива
„Ако погледът можеше да убива“ (на английски: If Looks Could Kill/Teen Agent) е американска екшън комедия от 1991 година на режисьора Уилям Диър, по сценарий на Дарън Стар и Фред Декър, и във филма участват Ричард Гриеко, Линда Хънт, Роджър Рийс, Робин Бартлет и Габриел Ануар.